# Kanarraville
Kanarraville é uma cidade  localizada no estado norte-americano de Utah, no Condado de Iron.

## Demografia
Segundo o censo norte-americano de 2000, a sua população era de 311 habitantes.
Em 2006, foi estimada uma população de 305, um decréscimo de 6 (-1.9%).

## Geografia
De acordo com o United States Census Bureau tem uma área de
1,2 km², dos quais 1,2 km² cobertos por terra e 0,0 km² cobertos por água. Kanarraville localiza-se a aproximadamente 1696 m acima do nível do mar.

## Localidades na vizinhança
O diagrama seguinte representa as localidades num raio de 36 km ao redor de Kanarraville.